# Квантовый аномальный эффект Холла
Квантовый аномальный эффект Холла (КАЭХ) — возникновение горизонтальных участков на зависимости сопротивления от магнитного поля в аномальном эффекте Холла (АЭХ) или квантовый аналог АЭХ. В то время как аномальный эффект Холла требует существования магнитной поляризации и спин-орбитальной связи для создания конечного напряжения Холла даже в отсутствие внешнего магнитного поля, квантовый аномальный эффект Холла является его квантованной версией. Холловская проводимость приобретает квантованные значения, пропорциональные целым кратным константы фон Клитцинга ({\displaystyle e^{2}/h} — квант проводимости). В этом отношении КАЭХ аналогичен квантовому эффекту Холла. Целое число здесь равно числу Черна, которое связано с топологическими свойствами зонной структуры материала. Эти эффекты наблюдаются в системах, называемых квантовыми аномальными изоляторами Холла или изоляторами Черна.
Впервые этот эффект был экспериментально обнаружен в 2013 году группой под руководством Сюэ Цикуня из Университета Цинхуа.